# Saint-Jans-Cappel
Saint-Jans-Cappel è un comune francese di 1 607 abitanti situato nel dipartimento del Nord nella regione dell'Alta Francia.

## Società

### Evoluzione demografica
Abitanti censiti